# Quenongebin
Quenongebin.– Jedna od bandi Algonquin Indijanaca za koju Heidi Bohaker navodi da su isto što i Kinounchepirini, odnosno Keinouche, banda što se nakon 1650. godine udružila s Ottawa Indijancima u kojoj se navode pod imenom Keinouche (u prijevodu 'pike people'). 
Champlain 1613. susreće Quenongebine ili Kinounchepirine na svome prvom putovanjui na rijeci Ottawa. -Sufiks –irini koji se često javlja u imenima bandi Algonkina znači ‘people’ ili ‘men’. Lee Sultzman, poznat po svojim ‘povijestima’ indijanskih plemena, Quenongebine navodi zajedno uz Kinounchepirine, ali ne govori ništa o njima. Udruživanje s Ottawa Indijancima najvjerojatnije je dovelo do gubitka ovog plemenskog imena i njihovog identiteta. 